# Encinal (Nowy Meksyk)
Encinal – jednostka osadnicza w Stanach Zjednoczonych, w stanie Nowy Meksyk, w hrabstwie Cibola.